# Mecaphesa
Mecaphesa Simon, 1900 è un genere di ragni appartenente alla famiglia Thomisidae.

## Distribuzione
Le 49 specie note di questo genere sono diffuse in Asia orientale, Asia sudorientale, Asia meridionale e Russia: la specie dall'areale più vasto è la M. asperata reperita in varie località dell'America settentrionale, dell'America centrale, e delle Indie occidentali

## Tassonomia
Non sono stati esaminati esemplari di questo genere dal 2013.
A giugno 2014, si compone di 49 specie e 3 sottospecie:
1. Mecaphesa aikoae (Schick, 1965) — USA
2. Mecaphesa anguliventris (Simon, 1900) — Hawaii
3. Mecaphesa arida (Suman, 1970) — Hawaii
4. Mecaphesa asperata (Hentz, 1847) — America settentrionale e centrale, Indie Occidentali
5. Mecaphesa baltea (Suman, 1970) — Hawaii
6. Mecaphesa bubulcus (Suman, 1970) — Porto Rico
7. Mecaphesa californica (Banks, 1896) — USA, Messico, Hispaniola
8. Mecaphesa carletonica (Dondale & Redner, 1976) — USA, Canada
9. Mecaphesa cavata (Suman, 1970) — Hawaii
10. Mecaphesa celer (Hentz, 1847) — America settentrionale e centrale
  - Mecaphesa celer olivacea (Franganillo, 1930) — Cuba
  - Mecaphesa celer punctata (Franganillo, 1926) — Cuba
11. Mecaphesa cincta Simon, 1900[2] — Hawaii
12. Mecaphesa coloradensis (Gertsch, 1933) — USA, Messico
13. Mecaphesa damnosa (Keyserling, 1880) — Messico, Guatemala, Panamá
14. Mecaphesa decora (Banks, 1898) — Messico, Guatemala
15. Mecaphesa deserti (Schick, 1965) — USA, Messico
16. Mecaphesa devia (Gertsch, 1939) — USA
17. Mecaphesa discreta (Suman, 1970) — Hawaii
18. Mecaphesa dubia (Keyserling, 1880) — USA, Messico
19. Mecaphesa edita (Suman, 1970) — Hawaii
20. Mecaphesa facunda (Suman, 1970) — Hawaii
21. Mecaphesa gabrielensis (Schick, 1965) — USA
22. Mecaphesa gertschi (Kraus, 1955) — El Salvador
23. Mecaphesa hiatus (Suman, 1970) — Hawaii
24. Mecaphesa imbricata (Suman, 1970) — Hawaii
25. Mecaphesa importuna (Keyserling, 1881) — USA
  - Mecaphesa importuna belkini (Schick, 1965) — USA
26. Mecaphesa inclusa (Banks, 1902) — Isole Galapagos
27. Mecaphesa insulana (Keyserling, 1890) — Hawaii
28. Mecaphesa juncta (Suman, 1970) — Hawaii
29. Mecaphesa kanakana (Karsch, 1880) — Hawaii
30. Mecaphesa lepida (Thorell, 1877) — USA, Canada
31. Mecaphesa lowriei (Schick, 1970) — USA
32. Mecaphesa naevigera (Simon, 1900) — Hawaii
33. Mecaphesa nigrofrenata (Simon, 1900) — Hawaii
34. Mecaphesa oreades (Simon, 1900) — Hawaii
35. Mecaphesa perkinsi Simon, 1904 — Hawaii
36. Mecaphesa persimilis (Kraus, 1955) — El Salvador
37. Mecaphesa prosper (O. P.-Cambridge, 1896) — Guatemala
38. Mecaphesa quercina (Schick, 1965) — USA
39. Mecaphesa reddelli Baert, 2013 — isole Galapagos
40. Mecaphesa revillagigedoensis (Jiménez, 1991) — Messico
41. Mecaphesa rothi (Schick, 1965) — USA
42. Mecaphesa rufithorax (Simon, 1904) — Hawaii
43. Mecaphesa schlingeri (Schick, 1965) — USA
44. Mecaphesa semispinosa Simon, 1900 — Hawaii
45. Mecaphesa sierrensis (Schick, 1965) — USA
46. Mecaphesa sjostedti (Berland, 1924) — Isole Juan Fernandez (Cile)
47. Mecaphesa spiralis (F. O. P.-Cambridge, 1900) — Guatemala
48. Mecaphesa velata (Simon, 1900) — Hawaii
49. Mecaphesa verityi (Schick, 1965) — USA

### Specie trasferite
- Mecaphesa kumadai (Ono, 1985); trasferita al genere Ebelingia Lehtinen, 2005[1].

### Sinonimi
- Mecaphesa asperata utana (Gertsch, 1933); posta in sinonimia con M. asperata (Hentz, 1847) a seguito di un lavoro degli aracnologi Dondale & Redner(1978b), quando era classificata nel genere Misumenops.
- Mecaphesa cretacea (Simon, 1900); trasferita dal genere Misumenoides e posta in sinonimia con M. nigrofrenata (Simon, 1900) a seguito di uno studio dell'aracnologo Suman del 1970, quando era classificata nel genere Misumenops.
- Mecaphesa dimidiatipes (Simon, 1900); trasferita dal genere Synema e posta in sinonimia con M. naevigera (Simon, 1900) a seguito di un lavoro di Suman del 1970, quando era classificata nel genere Synema.
- Mecaphesa fronto (Simon, 1900); trasferita dal genere Synema e posta in sinonimia con M. naevigera (Simon, 1900) a seguito di un lavoro di Suman del 1970, quando era classificata nel genere Synema.
- Mecaphesa impotens (Simon, 1900); trasferita dal genere Synema e posta in sinonimia con M. naevigera (Simon, 1900) a seguito di un lavoro di Suman del 1970, quando era classificata nel genere Synema.
- Mecaphesa nesiotes (Simon, 1899); trasferita dal genere Misumenoides e posta in sinonimia con M. insulana (Keyserling, 1890) a seguito di un lavoro di Suman del 1970, quando era classificata nel genere Misumenops.
- Mecaphesa vitellina (Simon, 1900); posta in sinonimia con M. kanakana (Karsch, 1880) a seguito di un lavoro di Roth del 1995, quando era classificata nel genere Misumenops.